# Das Gras
Das Gras (frz. L'Herbe) ist ein Roman des französischen Literatur-Nobelpreisträgers Claude Simon aus dem Jahr 1958. Auf Deutsch erschien der Roman erstmals 1970.
Der Autor hat dem Roman ein Pasternak-Zitat vorangestellt: „Niemand macht die Geschichte, man sieht sie nicht, ebensowenig wie man das Gras wachsen sieht.“ Es wird von den Auswirkungen des Krieges auf die französische Familie Thomas erzählt. Louise hat nach dem Kriege in diese Familie eingeheiratet. Die Ehe mit Georges ist nicht glücklich. So wälzt sich die junge Frau mit einem Liebhaber aus dem nahegelegenen Pau im Gras.

## Inhalt
Im September 1952 liegt in einem Landhaus in der Nähe von Pau die unverheiratet gebliebene Marie-Arthémise-Léonie Thomas, eine 81-jährige Lehrerin aus einem Tal im Jura, im Sterben. Louise, die zusammen mit ihrem Mann und dessen Eltern in dem Landhaus lebt, berichtet ihrem Liebhaber darüber. Louise will Georges verlassen; frühestens, nachdem Georges’ Tante Marie verstorben ist. Marie war 1942 auf der Flucht vor der Wehrmacht bis zum Landhaus ihres fünfzehn Jahre jüngeren Bruders Pierre gekommen und hatte es nie wieder verlassen. Besonders Marie, aber auch deren ebenfalls ledig gebliebene Schwester, die Lehrerin Eugénie, hatten Pierres Studium mit ihren niedrigen Volksschullehrerinnengehältern finanziert. Der verwitwete Vater, ein ungebildeter Bauer, hatte es so gewollt. Eugénie ist bereits verstorben. Pierre Thomas hatte es immerhin bis zum Universitätsprofessor gebracht. Obwohl Pierre immer noch schreibt und schreibt, scheint es so, als ob von ihm nun im Alter keine großartige wissenschaftliche Leistung mehr zu erwarten ist. Es wird nichts darüber ausgesagt, womit er sich in seinen Berufsjahren hervorgetan hat. Pierres Frau Sabine fällt das Altwerden schwer. Sabine – also Georges’ leibliche Mutter – ist von adeliger Herkunft (siehe Verweis des Autors im Kapitel „Einordnung in das Werk des Autors“ unten). Die alternde Frau wehrt sich mit allen denkbaren Mitteln – Kosmetik, Schmuck et cetera – gegen die in das Ehebett gedrungene Kälte. Zudem gibt sie sich eifersüchtig. Die Streitereien mit Pierre, die sie ständig vom Zaun bricht – kreisen ausnahmslos um die wahrscheinlich eingebildeten Seitensprünge des Gatten in längst verflossenen jüngeren Jahren.
In den Streitigkeiten des jungen Ehepaares Thomas geht es allerdings um Louises sehr reale Seitensprünge in der grasbewachsenen Bresche der nahe gelegenen Gartenmauer und auch um Georges’ Spielschulden. Sabine hatte den einzigen Sohn über die Maßen finanziell unterstützt. Dies musste sie den Töchtern Christine und Irène verheimlichen. Sabine äußert, Georges konnte sein Studium wegen des Krieges nicht fortsetzen. Wahrscheinlich ist Georges der Einzige aus der Familie Thomas, dem irgendeine Leistung zuzutrauen ist. Gegen den Rat der Einheimischen züchtet er im großen Stil Birnen. Doch dieses Obst lässt sich nicht vermarkten. Manchmal läuft Georges im Hause herum – mit Händen so schmutzig wie ein Schlosser. Er macht sich anscheinend nützlich. Zumindest versucht er das.
Pierre und Sabine halten sich gerade in Vichy auf, als Louise mit der sterbenden Marie nicht mehr weiterweiß. Die junge Frau ruft die Schwiegereltern herbei. Auf der Bahnfahrt verliert Sabine durch ein Missgeschick ihren sämtlichen Schmuck. Georges und der Hausangestellte Julien werden mit präzisen Ortsangaben ausgeschickt und finden die Stücke tatsächlich auf dem Gleisbett wieder.
Louise ist eine begehrenswerte Frau. Maries Arzt stellt ihr ohne Erfolg nach. Marie vermacht auf dem Sterbebett ihre „Wertsachen“ Louise. Einerseits will die Beschenkte den Plunder nicht und andererseits wird sie von den geerbten Notizheften sowie einer darin verborgenen Fotografie geradezu magisch angezogen. Louise fragt sich, warum sie mit den banalen Aufzeichnungen beschenkt wurde, vermutet Bedeutendes und möchte Parallelen zwischen Maries und ihrer Vita ziehen. Louise wirft solche Fragen auf wie: Hat Marie in jungen Jahren einen Verehrer abgewiesen, um sich für Pierre aufzuopfern? Ein handfestes Ergebnis bringen Louises Nachforschungen – wie könnte es bei Claude Simon anders sein – selbstverständlich nicht.

## Selbstzeugnis
Claude Simon anno 1985: „Von L'Herbe an sind alle meine Romane auf autobiographischer Grundlage entstanden.“ In dem Sinne sei in den Texten nichts erfunden.

## Form
Claude Simon schert sich um keine Lesererwartung. Maries Sterben wird am Romananfang verkündet, doch die Frau lebt dem Anschein nach am Romanende noch. Louise will Georges verlassen, doch sie bleibt offensichtlich im Schoße der Familie Thomas.
Die äußere Struktur ist zerklüftet. So werden die Regeln der Orthographie streckenweise gröblich missachtet, aber anderenorts dann auch wieder übergenau eingehalten. Ziemlich zahlreich vorkommende, nicht enden wollende Satzungeheuer entziehen sich dem Verständnis des „normalen“ Lesers.

## Einordnung in das Werk des Autors
Der Roman sei von der Literaturwissenschaft entsprechend seiner Form dem nouveau roman zugerechnet worden.
Burmeister setzt sich in ihrem Kommentar „Abenteuer des Erzählens“ mit Prinzipien des nouveau roman auseinander. Deren Kenntnisnahme und ständige Berücksichtigung könnten das „Verständnis“ auch des vorliegenden Werkes sehr fördern: Es würden weder eine außerordentliche Fabel noch aufwühlende Menschenschicksale vorgetragen. Die Lektüre sei anstrengend und langweile. Der Held wäre abgeschafft worden. Anstelle von schlüssigen Konstruktionen dominierten in diesem Anti-Roman langatmige Beschreibungen nichtiger Vorgänge. Ein nouveau-roman-Autor halte seine Ausführungen für Abbilder der Wirklichkeit. Ebenso wie kein bedeutender Protagonist existiere, gäbe es keinen allwissenden Autor. Mehr noch, der Autor habe nichts Relevantes zu sagen. Er bringe lediglich Sprache hervor.
Claude Simon habe anno 1960 konstatiert, „Das Gras“ sei die Fortsetzung des Kriegsbuches „Die Straße in Flandern“. In der „Straße in Flandern“ erinnert sich der Protagonist Georges daran, wie Sabine einmal ihre adelige Herkunft erwähnt hat. Überhaupt ist „Die Straße in Flandern“ für das Verständnis von „Das Gras“ bedeutsam. So distanziert sich zum Beispiel der rückschauende Georges in der „Straße in Flandern“ von den vergeblichen Versuchen seines bildungsbeflissenen, schreibwütigen, auf bürgerliche Reputation bedachten Vaters, aus seinem einzigen Sohn einen gebildeten Franzosen zu machen.

## Rezeption
Burmeister hat den Roman besprochen. Im Gegensatz zu dem Romanvorgänger Der Wind werde nicht über die Vergangenheit, sondern maßgeblich über die Gegenwart erzählt. Fragen, die der Leser zumindest am Romanschluss beantwortet wissen möchte, würden stiefmütterlich behandelt. Nebensachen avancierten zur Hauptsache. Gemeint sind „Abschweifungen“ und „Auswüchse“. Zitiert wird eine nicht näher bezeichnete „Rezension von 1958“. Darin nenne der Rezensent „Das Gras“ ein „dichtes, wirres, obskures und schwieriges Buch“.

### Verwendete Ausgabe
- Das Gras. Aus dem Französischen. Übersetzung  von Erika Tophoven und Elmar Tophoven. Mit einem Kommentar „Abenteuer des Erzählens“ von Brigitte Burmeister. Philipp Reclam jun. Leipzig 1980 (Lizenzgeber für die Übersetzung: Luchterhand, Darmstadt), ohne ISBN

### Andere Übertragungen ins Deutsche
- Das Gras. Aus dem Französischen von Eva Moldenhauer. DuMont, Köln 2005. ISBN 3-8321-7908-9

### Sekundärliteratur
- Claude Simon: Die Straße in Flandern. Roman. Aus dem Französischen von Elmar Tophoven. Mit einem Nachwort von Brigitte Burmeister. Verlag Volk und Welt, Berlin 1980 (Lizenzgeber der deutschen Übersetzung: R. Piper, München 1961), ohne ISBN
- Brigitte Burmeister: Die Sinne und der Sinn. Erkundungen der Sprachwelt Claude Simons. Matthes & Seitz Berlin 2010 (1. Aufl.), ISBN 978-3-88221-686-8